# 第24回マイルチャンピオンシップ南部杯
農林水産省賞典 第24回マイルチャンピオンシップ南部杯（のうりんすいさんしょうしょうてん だい24かいマイルチャンピオンシップなんぶはい）は、2011年10月10日に東京競馬場で施行された競馬の競走である。トランセンドが優勝した。

## 開催前の状況
2011年3月11日に発生した東日本大震災で、盛岡競馬場・水沢競馬場での競馬開催を主催する岩手県競馬組合も大きな被害を受け、取り分け水沢競馬場や沿岸部を中心とする場外馬券売場等の施設が大きく損壊した。震災後まもなく開幕予定だった競馬開催も延期に追い込まれた。5月に入り、盛岡での競馬開催は開始されたものの、依然として水沢競馬場など一部施設は復旧が間に合わず、岩手県競馬の経営にも大きな影を落とすことになった（当時存廃の議論が取り沙汰されていた岩手県競馬の存続は収支の均衡が条件であったが、これは施設修繕費の地方競馬全国協会からの支援や諸経費削減等で賄われた）。
6月23日、日本中央競馬会（JRA）と岩手県競馬はマイルチャンピオンシップ南部杯（以下、MCS南部杯）を盛岡競馬場と業務提携を結んでいる東京競馬場に舞台を移し、10月10日に施行する方向で調整していることが明らかになった。
6月29日、JRAは甚大な被害を受けた岩手県競馬を支援するため、同年10月10日（祝・月）に「岩手競馬を支援する日」として第4回東京競馬3日目を開催し、当日のメインレースにMCS南部杯を代替開催することを正式に発表した。
9月12日には「岩手競馬を支援する日」の詳細がJRAより発表され、全レースがJRAプレミアムレースと同じ扱いになり、WIN5も発売されること、特別競走に岩手県競馬の名馬の名前を冠した「メイセイオペラ記念 かけはし賞」「トーホウエンペラー記念 かがやき賞」が編成されることが明らかになった（後述）。
JRAでの代替開催に当たって、通常出走枠は「中央競馬所属馬7頭、岩手所属馬4頭、岩手以外の地方競馬所属馬5頭」とされているところを本年のみ「地方競馬所属馬5頭（うち岩手所属馬2頭まで）」に改められ、岩手から2頭、高知から2頭が出走した。
出走馬の人気はドバイワールドカップからの帰国初戦となったトランセンドが単勝オッズ1.6倍と一本被りの様相で、以下、エスポワールシチー、ダノンカモンまでが単勝オッズ1桁台の人気に収まった。前年の勝ち馬オーロマイスターは近走が案外で6番人気と目立った人気にはならなかった。

## 出走馬と枠順
2011年10月10日　第4回東京競馬第3日目 第11競走
天気：晴、馬場状態：良、発走時刻：15時40分
| 枠番 | 馬番 | 競走馬名           | 性齢 | 騎手     | オッズ  | 人気 | 馬体重 |
| ---- | ---- | ------------------ | ---- | -------- | ------- | ---- | ------ |
| 1    | 1    | バーディバーディ   | 牡4  | N.ピンナ | 35.8倍  | 8    | 482    |
| 2    | 2    | イーグルビスティー | 牡7  | 赤岡修次 | 592.6倍 | 15   | 462    |
| 2    | 3    | ワキノカイザー     | 牡11 | 倉兼育康 | 495.8倍 | 14   | 444    |
| 3    | 4    | ブラボーデイジー   | 牝6  | 北村友一 | 212.3倍 | 11   | 552    |
| 3    | 5    | ランフォルセ       | 牡5  | 横山典弘 | 11.4倍  | 4    | 478    |
| 4    | 6    | ダノンカモン       | 牡5  | 福永祐一 | 8.8倍   | 3    | 526    |
| 4    | 7    | エスポワールシチー | 牡6  | 松岡正海 | 6.3倍   | 2    | 496    |
| 5    | 8    | シルクフォーチュン | 牡5  | 藤岡康太 | 20.8倍  | 7    | 458    |
| 5    | 9    | オーロマイスター   | 牡6  | 吉田豊   | 19.5倍  | 6    | 498    |
| 6    | 10   | ゴールドマイン     | 騸7  | 斎藤雄一 | 284.5倍 | 13   | 470    |
| 6    | 11   | トランセンド       | 牡5  | 藤田伸二 | 1.6倍   | 1    | 518    |
| 7    | 12   | ダイショウジェット | 牡8  | 柴山雄一 | 156.1倍 | 9    | 562    |
| 7    | 13   | ロックハンドスター | 牡4  | 菅原俊吏 | 283.8倍 | 12   | 456    |
| 8    | 14   | クリールパッション | 牡6  | 津村明秀 | 207.6倍 | 10   | 472    |
| 8    | 15   | ボレアス           | 牡3  | 武豊     | 16.9倍  | 5    | 468    |

## レース結果

### レース内容
1000ｍ通過57秒8のラップでエスポワールシチーが飛ばし、それを見るように2番手でレースを進めたトランセンドが、3コーナーを過ぎたあたりから鞍上藤田の手綱が動き追い出すも中々差が縮まらない。直線に入って、トランセンドの直後にいたダノンカモンや、大外を回ったシルクフォーチュンも追い出されてエスポワールシチーを捕まえにかかると、一旦は突き放されたものの残り100ｍで遂にダノンカモンがエスポワールシチーを捕らえた。トランセンドは勢いを失ったかに思われたがここで再び盛り返し、ダノンカモンを差し返すとつれて追い込んできたシルクフォーチュンの猛追も封じ、東京ダート1600mのコースレコードにコンマ2秒と迫る1分34秒8の好タイムを叩き出して先頭でゴールを駆けた。ダノンカモンは2着、直線で前3頭を猛追したシルクフォーチュンは3着まで。エスポワールシチーは追い込み勢に差しきられ4着に敗れた。

### レース着順
| 着順 | 枠番 | 馬番 | 競走馬名           | タイム | 上がり3ハロン | 着差     |
| ---- | ---- | ---- | ------------------ | ------ | ------------- | -------- |
| 1    | 6    | 11   | トランセンド       | 1:34.8 | 36.8          |          |
| 2    | 4    | 6    | ダノンカモン       | 1.34.8 | 36.6          | アタマ   |
| 3    | 5    | 8    | シルクフォーチュン | 1:34.9 | 36.3          | 1/2      |
| 4    | 4    | 7    | エスポワールシチー | 1.35.1 | 37.3          | 1馬身1/2 |
| 5    | 7    | 12   | ダイショウジェット | 1.35.7 | 36.9          | 3馬身1/2 |
| 6    | 3    | 5    | ランフォルセ       | 1:35.8 | 36.8          | 1/2      |
| 7    | 1    | 1    | バーディバーディ   | 1:36.0 | 37.8          | 1馬身1/2 |
| 8    | 8    | 14   | クリールパッション | 1:36.3 | 37.3          | 1馬身3/4 |
| 9    | 3    | 4    | ブラボーデイジー   | 1:36.4 | 38.0          | 1/2      |
| 10   | 5    | 9    | オーロマイスター   | 1.36.5 | 38.1          | クビ     |
| 11   | 8    | 15   | ボレアス           | 1:37.8 | 39.4          | 8馬身    |
| 12   | 6    | 10   | ゴールドマイン     | 1:39.3 | 38.9          | 9馬身    |
| 13   | ２   | ２   | イーグルビスティー | 1:40.1 | 39.1          | 5馬身    |
| 14   | 2    | 3    | ワキノカイザー     | 1:43.5 | 44.4          | 大差     |
| 中止 | 7    | 13   | ロックハンドスター |        |               | 競走中止 |

### データ
| 1000m通過タイム     | 57.8秒（エスポワールシチー） |
| 上がり4ハロン       | 48.7秒                       |
| 上がり3ハロン       | 37.0秒                       |
| 優勝馬上がり3ハロン | 36.8秒                       |

### 払戻
| 単勝   | 11     | 160円   |
| 複勝   | 11     | 110円   |
| 複勝   | 6      | 190円   |
| 複勝   | 8      | 410円   |
| 枠連   | 4-6    | 240円   |
| 馬連   | 6-11   | 600円   |
| 馬単   | 11-6   | 800円   |
| 3連複  | 6-8-11 | 3,610円 |
| 3連単  | 11-6-8 | 8,790円 |
| ワイド | 6-11   | 260円   |
| ワイド | 8-11   | 720円   |
| ワイド | 6-8    | 1,610円 |

## 岩手競馬を支援する日
MCS南部杯と同日に実施された、岩手県競馬に関連する特別レースは以下の通り。従前より施行されているオーロカップの他、岩手所属の過去の南部杯・MCS南部杯勝ち馬を記念した2競走が組まれた。両競走にはそれぞれ岩手県競馬の復興支援として「かけはし」、復興後の輝かしい未来を願って「かがやき」が冠されている。
なお、8Rのプラタナス賞（2歳500万下・ダート1600m）を含めた5レースがWIN5対象レースとなった。発売票数9,042,669票、発売金額904,266,900円のうち、「2-12-4-11-1」（単勝オッズ2番人気→5→1→1→3）の1,766票が的中し、払戻金は377,890円。
| レース | 条件        | レース名                         | クラス   | 優勝馬             | 騎手     |
| ------ | ----------- | -------------------------------- | -------- | ------------------ | -------- |
| 9R     | ダート1300m | メイセイオペラ記念かけはし賞     | 1000万下 | カリスマサンスカイ | 高倉稜   |
| 10R    | 芝1800m     | トーホウエンペラー記念かがやき賞 | 1000万下 | スマートシルエット | 武豊     |
| 11R    | ダート1600m | MCS南部杯                        | JpnI     | トランセンド       | 藤田伸二 |
| 12R    | 芝2400m     | オーロカップ                     | 1600万下 | ビエナファンタスト | N.ピンナ |

## エピソード

### 競走にまつわるエピソード

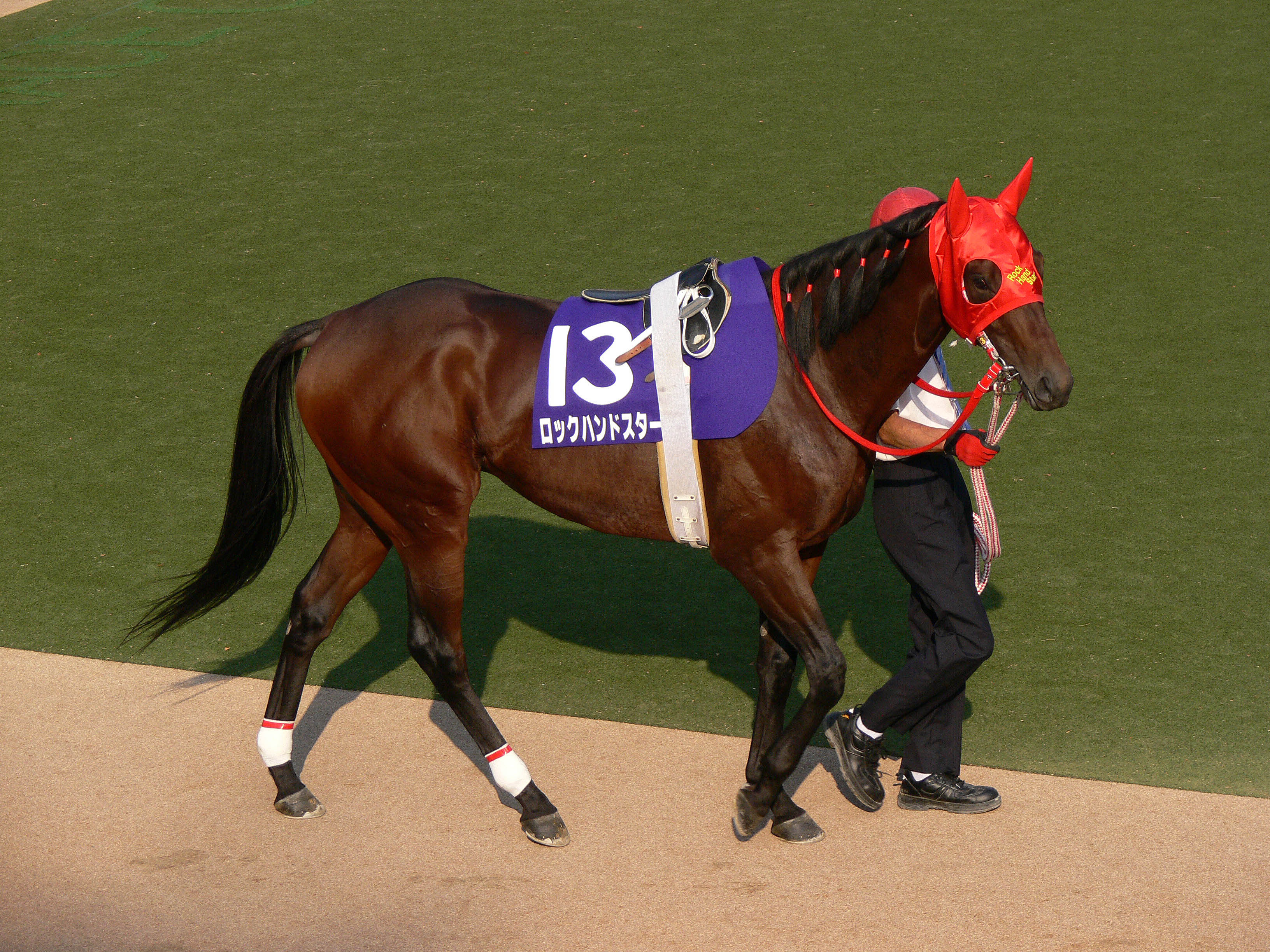
レース前にパドックを周回するロックハンドスター号

- 岩手からの遠征馬のうちの1頭であった岩手三冠馬・ロックハンドスターは、芝発走の東京ダート1600mコース特有の芝とダートの境目で驚き歩様を乱した際転倒、右上腕骨々折を発症して競走中止。予後不良と診断され安楽死となった[7][8]。本馬の死を受け、岩手県競馬組合は公式サイト上に追悼コーナーを設け[9]、馬主に対して感謝状と特別功労金を贈り[10]、年度末には特別表彰馬として本馬を表彰した[11]。また同年のダービーグランプリは「ロックハンドスターメモリアル」の副題を付して施行された[12]。
- 藤田伸二騎手・安田隆行調教師は共にMCS南部杯初制覇。
- トランセンドは、重賞5勝目。
- 本競走のファンファーレには、岩手県競馬のGI（JpnI）ファンファーレが使われた。

### その他
- レース当日の入場者数は59,475名[13]で同年のフェブラリーステークスを上回ったほか、売り上げは70億2941万6200円で前年の本競走の約14倍を記録した[14]。

- 10月17日、JRAは支援金として岩手県競馬組合に3億5147万810円、岩手県に5億円をそれぞれ拠出したと発表。また、トランセンドの馬主前田幸治も、優勝賞金の中から1000万円を寄付した[15]。
- MCS南部杯を振り替えた同日の盛岡競馬メイン競走には「東日本大震災復興祈念 第1回絆カップ」が組まれた。